# استاد عشق (فیلم)
استاد عشق (به انگلیسی: The Love Guru) یا گورو عشق فیلمی محصول سال ۲۰۰۸ و به کارگردانی مارکو اشنابل است. در این فیلم بازیگرانی همچون مایک مایرز، جسیکا آلبا، جاستین تیمبرلیک، رومانی مالکو، مگان گود، ورن ترویر، جان اولیور، امید جلیلی، بن کینگزلی، دانیل تاش، تلما هاپکینز، استیون کلبر، جیم گافیگان، راب هیوبل، سامانتا بی ایفای نقش کرده‌اند.